# Телевизија ОСМ
Телевизија ОСМ (Телевизија ОСЂ , ОДМ ТВ), или ОСМ телевизија ( ОСЂ), градска је телевизијска станица са сједиштем у Источном Сарајеву. РТВ ОСМ је модерна и амбициозна јавна телевизија, са покривањем цијеле БиХ. По природи ова станица је јавна, уређивачки самостална, а жанровски је општег типа.
Сједиште ове ТВ станице налази се на Палама, општина Пале, Источно Сарајево.

## Покривеност
Телевизија ИС емитује програм путем 5 земаљских предајника за подручја цјелокупног Кантона Сарајево, Источног Сарајева, источног дијела РС од Пала, Сокоца до Рогатице и Горажда, те путем свих кабловских система у цијелој Босни и Херцеговини.

## Историја
ИС телевизија је настала 2021. године чији је оснивач Град Источно Сарајево.
Телевизија ИС основана је 2003. год под именом ОСМ Телевизија. 2021. год Град Источно Сарајево је променио име Телевизије у РТВ ИС.